# Ibn Luyun
Ibn Luyun (Almería 1282 - 1349), Abu 'Uthman Saad / Sa'id b. Ahmad b. Ibrahim b. Ahmad al-Tujibi', est un poète et un agronome arabe andalou de la tribu arabe andalouse des Banu Tujibi de l'époque nasride, auteur et compilateur, notamment d'un traité d'agronomie Kitab al-Filaha qu'il aurait rédigé à la fin de sa vie.

## Biographie
Une copie du traité datée de 1348 et titrée Livre relatif aux fondements de la beauté et à la finalité de la sagesse qui traite des principes de l’art de l’agriculture est conservée à Grenade.  
L'ouvrage a été traduit et annoté en espagnol par Joaquina Eguaras Ibanez (Grenade - Patronato de la Alhambra y Generalife - 1988). Le plan et les sujets sont dans la tradition des agronomes andalous, une nouvelle traduction serait en préparation. 
Il s'agit d'une compilation des agronomes et botanistes connus à l'époque, de l'antiquité aux auteurs andalous, accompagnée de développements de l'auteur. Le passage le plus diffusé est une recommandation pour placer une maison et composer son jardin qui - écrit Carmen Añòn (Jardins en Espagne), consigne les préceptes du jardinage nasride dans ce qui, selon certains auteurs, serait une description des jardins du Generalife : La maison est sur un lieu élevé par rapport au jardin, ...orientée au midi, ... abondantes circulation d'eau, citernes, bassins,... plan en croix centré sur un pavillon rectangulaire entouré de rosiers grimpants et de myrtes,... pergola de vignes en périphérie, nombreux fruitiers,... recours aux plantes persistantes et parfumées à proximité de la maison.
Ibn Luyun précède de deux générations Leon Battista Alberti qui donnera lui aussi une recommandation pour placer une maison et composer son jardin, somme toute assez proche de celle des Nasrides. La comparaison de la structure des derniers jardins arabo-andalous d'Espagne et des jardins italiens de la renaissance (eux-mêmes influencés par les jardins arabes à travers le royaume de Sicile) montre comme principales différences : 
- la vision de l'espace à travers la perspective à point de fuite, qui va engendrer les jardins théâtraux européens, conception qui ne sera que très tardivement adoptée dans la péninsule ibérique (de même que le théâtre et l'opéra) et l'Afrique du Nord
- l'apparition de la statuaire et des formes figuratives qui sont traitées de façon abstraite par le jardin andalou médiéval.